# Тарасов, Дмитрий Алексеевич
Дми́трий Алексе́евич Тара́сов (род. 18 марта 1987, Москва) — российский футболист, полузащитник. Мастер спорта России.

## Биография
Воспитанник московских СДЮШОР «Трудовые резервы» (первый тренер — Сергей Анатольевич Белкин) и «Спартак» (тренер — Анатолий Федосеевич Королёв). В 2004—2005 годах сыграл 50 матчей (забил 4 мяча) за команду «Спартака» в турнире дублёров. По окончании контракта со «Спартаком» перешёл в «Томь», где отыграл 3 сезона.
В чемпионате 2009 года Тарасов сыграл за «Москву» 25 матчей и забил 2 гола. Был приглашён главным тренером национальной сборной Гусом Хиддинком на один из сборов команды. После окончания чемпионата подписал трёхлетний контракт с московским «Локомотивом». По словам футболиста, ключевую роль в его переходе в «Локо» сыграли личная заинтересованность главного тренера Юрия Сёмина и желание прогрессировать в профессиональном плане. 26 ноября 2009 года Тарасову было присвоено звание Мастер спорта России. Свой первый гол за «Локомотив» Тарасов забил 4 апреля 2010 года в ворота «Динамо» Москва.
Постоянным игроком основы и вице-капитаном команды стал при хорватском тренере Славене Биличе, играя в центре полузащиты в паре с Яном Тигоревым. Наибольшего прогресса достиг в сезоне 2013/14 при Леониде Кучуке, став одним из лучших центральных полузащитников чемпионата России. Поэтому вскоре был вызван в национальную сборную. 15 ноября 2013 года дебютировал за сборную России, выйдя на замену в матче против сборной Сербии. 19 ноября забил свой первый гол за сборную в ворота сборной Южной Кореи, этот гол оказался победным для сборной России.
Зимой 2014 года получил тяжёлую травму ноги, из-за которой пропустил остаток сезона и упустил шанс поехать на чемпионат мира в Бразилию. Возвратился на поле только в следующем сезоне 2014/15, который получился неудачным из-за постоянных травм и дисквалификаций.
16 февраля 2016 года после первой игры 1/16 финала Лиги Европы между турецким «Фенербахче» и московским «Локомотивом» Тарасов снял игровую футболку, под которой оказалась майка с изображением российского президента Владимира Путина и надписью «самый вежливый президент». Комитет УЕФА по этике открыл дело против московского «Локомотива» из-за нарушения пункта регламента соревнований УЕФА, который запрещает игрокам показывать политические или религиозные лозунги и заявления, а также рекламу. 23 сентября 2018 года в матче 8 тура РПЛ против «Зенита» Дмитрий вышел на замену и спустя 4 минуты, получив 2 жёлтые карточки, был удалён.
В последнем туре в матче «Локомотив» — «Уфа» получил травму колена, после чего был унесён с поля на носилках. 20 июня 2019 года был прооперирован в Риме. Позже генеральный директор «Локомотива» на встрече с болельщиками заявил, что клуб не намерен оплачивать операцию Тарасова, так как он не получил на неё разрешение от клуба. В конце августа стало известно, что Тарасов обратился в РФС с просьбой взыскать со своей бывшей команды € 12 тыс., потраченные на операцию. Палата по разрешению споров РФС вынесла решение в пользу Тарасова.
Летом 2019 года покинул «Локомотив» в связи с окончанием контракта. В трансферное окно не смог найти клуб. Оставшись без клуба, поддерживал форму в составе московского «Динамо». 13 января 2020 года отправился на сборы вместе с ФК «Рубин». 18 февраля официально стал игроком казанского клуба, подписав контракт до конца сезона 2019/2020. 21 февраля спустя 3 дня после подписания контракта, на заключительной тренировке последнего сбора получил тяжёлый перелом левой малоберцовой кости. На следующий день 22 февраля получил поддержку от клуба и игроков. На товарищеский матч с «Шерифом» игроки вышли в специальных футболках, на которых было написано «Дима, выздоравливай! Мы с тобой!».
В результате паузы в чемпионате России из-за пандемии коронавируса успел восстановиться после тяжёлой травмы и 5 июля 2020 года в матче против ФК «Оренбург» провёл свой первый официальный матч за Рубин. До этого не выходил в официальных матчах более года. В матчах Дмитрий в основном выходил на замену, часто занимая позицию центрального защитника. По завершении сезона продлил контракт с клубом до конца 2020 года. 22 ноября 2020 в матче против «Ростова» Тарасов впервые вышел на поле в стартовом составе, В декабре 2020 стало известно, что футболист не входит в планы тренерского штаба, и контракт с ним на 2021 год продлён не будет.
В начале 2021 года появилась информация, что Тарасов вошёл в состав любительского клуба «Сахалинец» (Москва). Однако позже стало известно, что клуб и футболист не смогли договориться по поводу заработной платы.
22 мая 2021 года вместе с Егором Титовым сыграл за «Аэрозоль» в матче первенства Тульской области против «Химика». Встреча команд из Новомосковска завершилась победой «Химика» со счётом 2:1. Тарасов вышел в стартовом составе и был заменён в добавленное судьёй время.
30 июля 2021 года Дмитрий Тарасов проводил прямой эфир в своём инстаграме, где общался с подписчиками и отвечал на их вопросы. Во время трансляции спортивный директор московского клуба «Велес» из ФНЛ пригласил Тарасова на базу команды в Домодедово, чтобы обсудить условия возможного контракта. В этот же день Тарасов приехал на базу и подписал контракт сроком на год. На следующий день дебютировал за новую команду, выйдя на поле на 63-й минуте в матче против «Томи». 29 августа забил дебютный гол за «Велес» в ворота «Акрона», который посвятил своей беременной жене.
19 октября 2021 года объявил о приостановке спортивной карьеры в связи со скорым рождением 3 ребёнка. Через 4 дня стал игроком любительского футбольного клуба «На Спорте», в котором выступают популярные артисты, музыканты и блогеры. 
22 августа 2022 года вместе с рэпером T-killah объявил о создании медийной футбольной команды «Родина Медиа». После трех сезонов в медиалиге и выступлениях в Кубке России, команда прекратила свое существование, и Тарасов перешёл в «Тандем».
С 2023 года постоянный резидент YouTube проекта «Коммент.Шоу», где вместе с Ириной Подшибякиной и Алексеем Хрущёвым беседует с популярными футболистами и тренерами в подкасте «Плохие футболисты».

## Достижения
«Локомотив»
- Чемпион России: 2017/18
- Серебряный призёр чемпионата России: 2018/19
- Бронзовый призёр чемпионата России: 2013/14
- Обладатель Кубка России: 2014/15, 2016/17, 2018/19

## Статистика

### Клубная
| Клуб             | Сезон            | Лига | Лига | Кубок | Кубок | Еврокубки | Еврокубки | Итого | Итого |
| Клуб             | Сезон            | Игры | Голы | Игры  | Голы  | Игры      | Голы      | Игры  | Голы  |
| ---------------- | ---------------- | ---- | ---- | ----- | ----- | --------- | --------- | ----- | ----- |
| Томь             | 2006             | 4    | 0    | 1     | 1     | —         | —         | 5     | 1     |
| Томь             | 2007             | 24   | 1    | 5     | 0     | —         | —         | 29    | 1     |
| Томь             | 2008             | 26   | 1    | 2     | 1     | —         | —         | 28    | 2     |
| Томь             | Итого            | 54   | 2    | 8     | 2     | —         | —         | 62    | 4     |
| Москва           | 2009             | 25   | 2    | 2     | 1     | —         | —         | 27    | 3     |
| Москва           | Итого            | 25   | 2    | 2     | 1     | —         | —         | 27    | 3     |
| Локомотив        | 2010             | 26   | 1    | 0     | 0     | 2         | 0         | 28    | 1     |
| Локомотив        | 2011/12          | 9    | 1    | 1     | 0     | 4         | 0         | 14    | 1     |
| Локомотив        | 2012/13          | 18   | 2    | 1     | 0     | —         | —         | 19    | 2     |
| Локомотив        | 2013/14          | 17   | 4    | 0     | 0     | —         | —         | 17    | 4     |
| Локомотив        | 2014/15          | 14   | 0    | 2     | 0     | 2         | 0         | 18    | 0     |
| Локомотив        | 2015/16          | 23   | 0    | 1     | 0     | 5         | 1         | 29    | 1     |
| Локомотив        | 2016/17          | 12   | 1    | 2     | 0     | —         | —         | 14    | 1     |
| Локомотив        | 2017/18          | 24   | 2    | 2     | 0     | 8         | 0         | 34    | 2     |
| Локомотив        | 2018/19          | 9    | 0    | 6     | 0     | 0         | 0         | 15    | 0     |
| Локомотив        | Итого            | 152  | 11   | 15    | 0     | 21        | 1         | 188   | 12    |
| Рубин            | 2019/20          | 4    | 0    | 0     | 0     | —         | —         | 4     | 0     |
| Рубин            | 2020/21          | 7    | 0    | 2     | 0     | —         | —         | 9     | 0     |
| Рубин            | Итого            | 11   | 0    | 2     | 0     | —         | —         | 13    | 0     |
| Всего за карьеру | Всего за карьеру | 242  | 15   | 27    | 3     | 21        | 1         | 290   | 19    |

### Матчи за сборную
| № | Дата                 | Оппонент         | Счёт | Голы Тарасова | Соревнование            |
| - | -------------------- | ---------------- | ---- | ------------- | ----------------------- |
| 1 | 15 ноября 2013 года  | Сербия           | 1:1  | —             | Товарищеский матч       |
| 2 | 19 ноября 2013 года  | Республика Корея | 2:1  | 1             | Товарищеский матч       |
| 3 | 26 марта 2016 года   | Литва            | 3:0  | —             | Товарищеский матч       |
| 4 | 31 августа 2016 года | Турция           | 0:0  | —             | Товарищеский матч       |
| 5 | 5 июня 2017 года     | Венгрия          | 3:0  | —             | Товарищеский матч       |
| 6 | 17 июня 2017 года    | Новая Зеландия   | 2:0  | —             | Кубок конфедераций 2017 |
| 7 | 7 октября 2017 года  | Республика Корея | 4:2  | —             | Товарищеский матч       |
| 8 | 10 октября 2017 года | Иран             | 1:1  | —             | Товарищеский матч       |

Итого по официальным матчам: 8 матчей / 1 гол; 5 побед, 3 ничьи, 0 поражений.

## Вне футбола
Увлекается пением. За свою жизнь выпустил три песни: «Все для тебя» (дуэт с Ольгой Бузовой), «Моя» (посвящённая второй жене Ольге Бузовой), «С днём рождения» (Анастасии Костенко). Песня «Моя» долгое время занимала второе место в рейтинге Itunes, уступая только «Экспонату» группы «Ленинград». Принял участие в клипе T-Killah «Тату Россия», посвящённой удачному выступлению сборной России на ЧМ 2018.
В декабре 2021 исполнил главную роль в клипе «Эйфория» певицы Margo.

## Личная жизнь
Первая жена (с 2008 по 2012) — Оксана Пономаренко, в 2009 году у пары родилась дочь Ангелина.
Вторая жена — Ольга Бузова (свадьба — 26 июня 2012, развод — 30 декабря 2016).
Третья жена — модель Анастасия Костенко. Есть две дочери — Милана (10 июля 2018) и Ева (5 февраля 2020), а также два сына — Алексей (29 октября 2021) и Ярослав (15 февраля 2024).
Почти все своё свободное время проводит с детьми от третьего брака.